# Socket 495
Socket 495 – jedno z gniazd procesora dla mobilnych jednostek Intel Celeron.

## Specyfikacja techniczna
Gniazdo wyposażone jest w 495 pinów o głębokości 1,27 mm i umożliwia stosowanie ciepłowodów.
Gniazdo najczęściej wykorzystywane było do osadzania procesorów mobilnych z serii Intel Celeron